# أشياء ضد القانون (فلم)
أشياء ضد القانون فيلم مصري من بطولة محمود ياسين ومديحة كامل
مقتبس عن رائعة ليو تولستوي البعث (رواية).عرض الفيلم في 15 فبراير 1982 من إخراج أحمد ياسين كتب القصة والسيناريو بشير الديك ومصطفى محرم.

## قصة الفيلم
يتورط رؤوف مع أزهار في علاقتهما، يتخرج ويعين ضابطًا بالمباحث، ويصل لمركز كبير بواسطة أستاذه الدكتور راشد، يتخلى رؤوف عن أزهار، ويتزوج من سهام ابنة راشد. تتزوج أزهار من القواد زغلول، ويرغمها على العمل معه. يفاجأ رؤوف بأزهار متهمة في قضية دعارة. يندم لموقفه منها، ويقف بجانبها، يضغط على زغلول حتى يطلقها فيفشي بعلاقته بأزهار لسهام ويتم الطلاق بينهما. يقرر رؤوف الزواج من أزهار. يتفق راشد مع زغلول على الانتقام منهما بتلفيق تهمة دعارة لها، ويحكم عليها بالسجن ثلاث سنوات.

## طاقم الفيلم
- محمود ياسين
- مديحة كامل
- سعيد صالح
- إجلال زكي
- عماد حمدي
- سلوى محمود
- عزيزة حلمي
- رأفت راجي
- عليه عبد المنعم